# Könyvégetés és a tudósok eltemettetése
A könyvégetés és a tudósok eltemettetése (hagyományos kínai: 焚書坑儒; egyszerűsített kínai: 焚书坑儒; pinjin (pinyin) hangsúlyjelekkel: fénshū kēngrú; szó szerint: „égetni könyveket, temetni (konfuciánus) tudósokat”) néven ismert eseményre az ókori Kínában, i. e. 213-ban és i. e. 212-ben került sor, amely a Csin (Qin)-dinasztia első császárának, Csin Si Huang-ti (Qin Shi Huangdi)nek a nevéhez fűződik. A későbbi, konfuciánus szellemiségű történetírói hagyományban ezekkel az eseményekkel támasztották alá és hangsúlyozták ki a legista szellemiségben kormányzó első kínai császár, Csin Si Huang-ti (Qin Shi Huangdi) zsarnoki rezsimének és természetének könyörtelenségét. A modernkori kutatások alapján azonban kijelenthető, hogy ez csupán a propagandisztikus sztereotípia része volt, hiszen a két eseményre még csak nem is egy időben került sor, a kiváltó okok pedig nem a császárnak a konfuciánus tudósokkal szembeni kérlelhetetlen ellenszenve volt.

## Az esemény előzményei

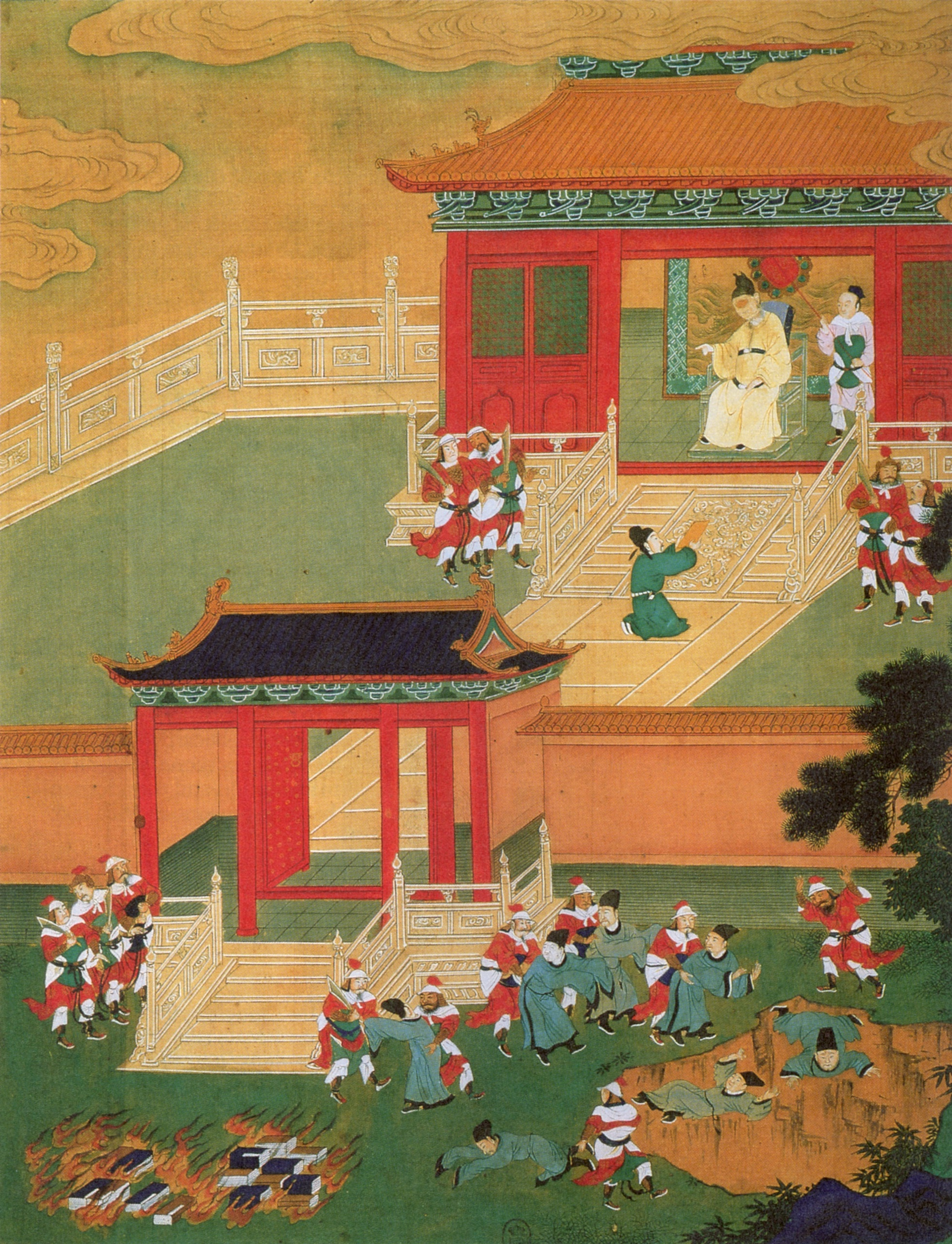
A könyvégetést és a konfuciánus tudósok élve eltemetését ábrázoló régi kínai festmény

Kína már hosszú évszázadok óta áhított egységet, végül i. e. 221-ben a Csin (Qin) fejedelemség uralkodójának, Cseng fejedelemnek sikerült megteremtenie, aki felvette az Első Felséges Uralkodó, vagyis a Si Huang-ti (Shi Huangdi) nevet és címet, s lefektette az egységes birodalom alapjait. Állami ideológiául a legizmust, vagyis a törvénykezést tette. A legizmus a konfucianizmussal szemben, amely az uralkodóval és az alattvalókkal szemben támasztott erkölcsnemesítő tanításokat hirdette, egyedül a szigorú és világos törvényekben, a helyesen kiválogatott hivatalnokapparátus használatában, valamint a jutalmazások és büntetések józan rendszerében látta a kormányzás egyetlen üdvözítő módját. Si Huang-ti (Shi Huangdi)nek számos, a következő dinasztiák által is átvett reformjai, intézkedése mellett azonban birodalma megszilárdításának érdekében voltak olyan rendeletei is, amelyek a mai napig vitatottá teszik személyének megítélését. A zsarnok jelzőt alighanem a könyvekkel és a konfuciánus tudósokkal való kapcsolata miatt érdemelte ki. A birodalma stabilitását és saját hatalmát fenyegető patriarchális hatalom felszámolását erőszakkal vitte véghez. Nem is tehetett másként, hiszen a hagyományokat őrző konfuciánus tanítások homlokegyenest ellenkezők voltak az ő elképzelésével, a konfucianizmus hívei pedig szembeszegültek az új rendszerrel.
A kínai hagyomány a könyvégetésre és a tudósok eltemettetésére általában együtt hivatkozik, de az esemény első forrása, A történetíró feljegyzései szerint a két esemény között nem volt szorosabb összefüggés, nem egy időben és nem azonos okok miatt történt. Az események leírása korábbi művekből nem ismert, ezeket az utókor csak Sze-ma Csien (Sima Qian) beszámolójára hivatkozva emlegeti. Sze-ma Csien (Sima Qian) azonban igen elfogult volt az első császárral szemben, így beszámolóit is fenntartással kell fogadni, de még ha hitelesnek fogadhatók is el a nagy történetíró által rögzítettek, akkor is maga a szöveg szolgál bizonyítékul, hogy egyik esemény sem úgy történt, ahogy a hagyomány tudni véli. 

## A könyvégetés
Magának a könyvégetésnek az előzménye egy, a hszienjang (xianyang)i császári palotában megrendezett ünnepi lakomán történt vitára vezethető vissza. Az ünnepségre hetven magiszter volt hivatalos, akik a császár elé járulva hosszú életet kívántak neki. A lakoma alatti beszélgetés során az egyik magiszter felvetette, hogy a császár nem a régi hagyományoknak megfelelően cselekszik, amikor megszüntette a földbirtokok adományozásának gyakorlatát, és így az arisztokraták és főhivatalnokok szinte közemberként kénytelenek élni a birodalomban.
A magiszter által felvetett problémát a császár leutalta megvitatásra a minisztereknek. A választ pedig maga a főminiszter Li Sze (Li Si) fogalmazta meg, akit a hagyomány az intrikák mestereként tart számon. Li Sze (Li Si) kritikus hangvételű, dörgedelmes levélben ítélte el az előző dinasztiák gyakorlatának szolgalelkű utánzását, és megengedhetetlennek tartotta azt, hogy a tudósok, illetve a hivatalnokok a konfuciánus klasszikusokra hivatkozva kritizálni merik a császár által kibocsátott új törvényeket és rendeleteket. Arra nézve pedig, hogy egyszer és mindenkorra véget vessenek, a következő javaslattal állt elő:

„Szolgád azt kéri, hogy mindazok, akiknek birtokában van valami irodalmi mű, a Dalok könyve, az Írások könyve, vagy a »száz filozófus« mondásai, csupán akkor mentesüljenek a büntetés alól, ha megsemmisítik ezeket. Aki a rendelet kiadásától számított harminc napon belül nem semmisítené meg ezeket a könyveket, arra bélyeget kell sütni, és kényszermunkára kell küldeni. Ugyanakkor mindenki megtarthatja a gyógyászattal, a jóslással és a földműveléssel foglalkozó könyveket. Ha pedig valaki tanulni akar, az csak az állami hivatalnokokat ismerje el mesterének.
Az Első Felséges jónak találta Li Sze (Li Si) javaslatát. Elkoboztatta, és megsemmisítette a Dalok könyvét, az Írások könyvét és mind a »száz filozófus« mondását, hogy így ostobaságban tudja tartani a népét. El is érte, hogy az égalattiban senki sem tudta felhasználni többé a múltat a jelen ócsárlására…”

A császár az első kínai történeti mű, A történetíró feljegyzései szerint megfogadta főminisztere tanácsát és i. e. 213-ban elrendelte a nagy könyvégetést.
A feljegyzett forrás tanúsága szerint tehát az Első Császárt nem a konfuciánusok iránti kérlelhetetlen, legista ellenszenve sarkallta a döntése meghozatalára, hanem az a politikai kérdés, hogy a korábbi, a Csou (Zhou)-dinasztia gyakorlatának megfelelően a császár rokonai, illetve a főhivatalnokok kapjanak-e automatikusan földbirtokokat, vagy sem. Az is kiderül, hogy a könyvek ilyetén drasztikus cenzúrája nem érintette a „gyakorlati haszonnal” rendelkező műveket, illetve a rendelkezés csak az udvaron kívülre vonatkozott, hiszen a császár közvetlen tanácsadó testületének tagjai tanulmányozásra megtarthatták a tiltott műveket is.

## A tudósok élve eltemettetése
Csin Si Huang-ti (Qin Si Huangdi) nem csupán i. e. 213-ban, a könyvégetés kapcsán került összeütközésbe a konfuciánus tudósokkal. Már nem sokkal császárként való trónra lépését követően ellenszenvezett velük, akiknek a hagyományokhoz való merev kötődése a saját progresszív politikájával homlokegyenest ellenkezett. Egy ilyen konfliktust örökít meg Sze-ma Csien (Sima Qian), a nagy történetíró:

„Uralkodásának harmadik évében a császár keletre utazott, bejárva a tartományokat és a járásokat. Áldozati szertartást mutatott be Co (Zou)ban a Ji (Yi)-hegyen, a Csi (Qin)-ház sikeréért és jólétéért imádkozva. Ezt követően összehívott Csi (Qi)ből és Luból hetven konfuciánus tudóst, akik a Tajsan (Taishan)-hegy lábánál gyűltek egybe. A tudósok közül valaki a következő javaslattal állt elő: »Hajdanában, mikoron feng és san (shan)-szertartást mutattak be, a hintók (kerekeit) gyékénybe csavarták, hogy ne tegyenek kárt a hegy talajában és növényzetében. Amikor pedig összesöpörték az áldozatot a földről, szőnyeg gyanánt gyékényt és gabonaszálakat használtak. (Ezt) az előírást könnyű lenne betartani.« Az Első Felséges azonban hallván ezt a tanácsot, furcsának és nehezen kivitelezhetőnek tartotta, így hát megszabadult a konfuciánus tudósoktól... Amikor az Első Felséges felkapaszkodott a Tajsan (Taishan)-hegyre, félúton heves szélvihar és zuhogó eső csapott le rá, így hát behúzódott megpihenni egy nagy fa alá. Mivel a konfuciánus tudósokat ekkora már elküldte maga mellől, nem volt, aki tanácsot adhatott volna számára a feng-szertartás bemutatásának tekintetében. Mikor pedig hírét vették, hogy az Első Felséges szélviharba és esőbe keveredett, gúnyolódtak rajta.”

Ekkor, i. e. 219-ben még csak „eltávolította” maga mellől a konfuciánus tudósokat, ám a hagyomány tudni véli, hogy a könyvégetéssel együtt majd ötszáz konfuciánus tudóst is élve eltemettetett. Ezt a két eseményt nem csak együtt emlegetik, de olykor együtt is ábrázolják (lásd a szócikk illusztrációját). Az igazság azonban az, hogy a könyvégetés és az írástudók kivégzése nem volt közvetlen kapcsolatban egymással, de a tudósok élve eltemetésének sem a konfucianizmus iránti gyűlölete volt az oka.
Csin Si Huang-ti (Qin Si Huangdi) néhány évig költséges tengeri expedíciókat finanszírozott a halhatatlanok szigetének, Penglaj (Penglai) 蓬萊 felkutatására, abban a reményben, hogy szert tehet az örök élet elixírjére. Ekkoriban kezdett két tudós, Hou (Hou) (Hou seng (Hou sheng) 侯生) és Lu (Lu seng (Lu sheng) 盧生) mester káros befolyása alá kerülni, akik ezoterikus taoista mágusokként bevezették a császárt az élet meghosszabbítását célzó ezoterikus praktikákba. A két tudós, miután vállalt feladatukban sorra kudarcot vallottak, a háta mögött kritizálni kezdték, kegyetlennek és zsarnoknak mondták az uralkodót, majd pedig megszöktek az udvarból. Ez az esemény, valamint más tudósok elszökése, továbbá a Hszü Fu (Xu Fu) vezette, nagy költséggel járó tengeri expedíció eredménytelensége, annyira feldühítették az uralkodót, hogy nyomozást rendelt el az udvarban. A nyomozásnak azt kellett kiderítenie, hogy kik azok, akik álhíreket terjesztenek a köznép megzavarására. A tudós hivatalnokok, hogy magukat mentsék, sorra egymást kezdték vádolni hűtlenséggel, s végül közülük 460 főt bűnösnek találtak a császári tilalmak megszegésének vádjában. Valamennyiüket halálra ítélték, és élve elásták a fővárosban.
Minderre a könyvégetést követő évben, i. e. 212-ben került sor. A császár kivégzésre vonatkozó rendelete ellen egyedül a trónörökös, Fu-szu (Fusu) herceg tiltakozott, akit apja büntetés gyanánt az északon, a hunok ellene harcoló, és a nagy fal építését szervező Meng Tien (Meng Tian) tábornok mellé vezényeltetett.
Azonban nem mind a 460 kivégzett személy volt konfuciánus tudós, és a közkeletű elképzeléssel szemben az sem valószínű, hogy élve lettek eltemetve. Az eseményről elsőként beszámoló Sze-ma Csien (Sima Qian) által használt keng 坑 szó elsődleges jelentése az, hogy „kivégez”, s csak elvétve, nagyon ritkán jelenti azt, hogy „elevenen eltemet”. A későbbi konfuciánus értelmezések azonban ragaszkodtak a szó ritkábbik jelentéséhez, és így még inkább kihangsúlyozhatták társaik mártíromságát, amely egyértelműen Csin Si Huang-ti (Qin Si Huangdi) személyének befeketítését szolgálta.

## A károk
Ez a kétségkívül drasztikus és ma már eszeveszettnek tetsző intézkedés több évezredre szóló, súlyos feladatot rótt a klasszikus művek helyreállítói számára. Ma már például csak a címe ismert A zene könyvének (Jüe king (Yue jing) 《樂經》), amely egykor a konfuciánus kánon könyvei sorába tartozott, és talán örökre elveszett. Ennek a pusztításnak az eredménye továbbá az is, hogy az Írások könyvének (Su king (Shu jing) 《書經》) és a Szertartások feljegyzéseinek (Li csi (Li ji) 《禮記》) szövege ma csak töredékes formájában ismert. A Han-dinasztia császári könyvtárának katalógusa szerint nagyjából az időszámítás kezdetéig mintegy 677-féle könyv létezett, amiből nem kevesebb mint 524, vagyis a teljes könyvállomány 77%-a ma már ismeretlen. Ezek zöme alighanem a könyvégetés áldozata lett.
A császár mentségére lehet azonban hozni, hogy ezzel kívánta elérni, hogy dinasztiája a hagyománykezdésben is újat kezdjen. Azt, hogy teljesen nem akarta a feledés homályába borítani a régi tanokat, és visszavonhatatlanul kiirtani, mutatja az is, hogy minden megsemmisítésére ítélt könyv egy-egy példányát a császári könyvtárban őriztette. Ez a könyvtár azonban i. e. 206-ban a Csin (Qin)-dinasztia megdöntésekor a fővárossal, Hszienjang (Xianyang)gal együtt teljesen leégett.

## Az elpusztult könyvek sorsa
Az utókor szerencséjére azonban sem Csin Si Huang-ti (Qin Si Huangdi) intézkedése, sem a tűz nem végzett tökéletes munkát a klasszikus könyvek pusztítása terén. Az emberek jobb időket remélve számos módon rejtették el féltve őrzött könyveiket. Barlangok, sziklaüregek védelmére bízták, vagy egyszerűen otthonaik falába falazták be. A Han-dinasztia visszaállította a konfucianizmus kultuszát, így hozzáláttak a régi szövegek, könyvek felkutatásához, rekonstruálásához. Első lépésként Huj (Hui) 惠 császár (i. e. 194-187) i. e. 191-ben érvénytelenítette a Csin (Qin)-dinasztia rendeletét, amely megtiltotta a konfuciánus művek birtoklását. A konfuciánus írástudók azonban még így is nehéz helyzetben voltak, és a szövegeket gyakorta csak az öregebbek emlékezetére hagyatkozva állíthatták helyre, hiszen ezeket a műveket hajdanán minden kiművelt főnek „betéve” tudnia kellett. Mintegy fél évszázaddal később a trónra lépő Vu-ti (Wudi) i. e. 136-ban egy konfuciánus kollégiumot létesített, amelynek feladata a klasszikus szövegek gondozása, másolása és magyarázata volt. Ez volt az első eset a kínai történelemben, amikor a könyveket egy nemzeti könyvtárban gyűjtötték össze. A régi szövegek helyreállítását az is nehezítette, hogy időközben megreformálták a kínai írást. A konfuciánus szövegek rekonstruálása az „új írással” történt, s ezt fogadták el hivatalosnak is. Az írástudók egyes rétegei azonban még a Csou (Zhou)-kori írásra támaszkodva a hivatalos értelmezéstől eltérő interpretációkat kíséreltek meg. Ekkor kezdődtek az úgy nevezett „új és a régi szövegek” híveinek filológiai vitái. Vu-ti (Wudi) i. e. 125-ben elrendelte, hogy valamennyi állami hivatal elnyeréséhez legalább egy klasszikus könyv alapos ismeretéről számot kell adni. Előbbi rendelete a meginduló filológiai és kommentárirodalom, az utóbbi pedig a régi Kína egész története során fennmaradt államvizsga-rendszer alapjait vetette meg. I. e. 26-ban Cseng (Cheng) 成 császár egy újabb könyvgyűjtést rendelt el a nemzeti könyvtár állományának bővítéséhez. Ennek eredményeképpen újabb könyvek kerültek elő, s a régi, töredékes szövegek közül is több egészülhetett ki.

## A mártír kínai írástudók alakja a magyar irodalomban
Jókai Mór 1858-ban „Kaó-koas-moár-taong” (Kokas Márton) álnéven kínai témájú verseket adott közre. Ezek közül a A bölcsek sziklája című a mártír tudósokról emlékezik meg, bár Jókainál mind a számuk, mind a haláluk oka, mind pedig a haláluk körülményei eltérnek az eredeti kínai forrásokban közöltektől:

„Kínában legelsők a tudósok

Ők foglalják mind az első rangot.

Akik tudják a csin alphabetnek

Nyolcvanhétezerhatszáz betűjét.

(…)

Történt egyszer, hogy vitéz Xi császár

Sok hadat viselvén barbarokkal.

Azt adá jutalmul hős hadának,

Hogy jövőben első rangban álljon

A vitéz és aztán a tudósok.

Nagy búbánat lett Kínában erre.

Elborult a bölcsek lelke szörnyen.

Ötszázan a legbölcsebb tudósok

Összejöttek a fehér folyónál

Egy magas kihajló sziklaszálon.

S bánatukban ott e sziklaszálról

Mind belé ugráltak a folyóba.

Azt a víz fölé kihajló sziklát

Most is ötszáz bölcs kövének híják.

– Oh de nagy bolond volt mind az ötszáz!”